# Kletterfelsen

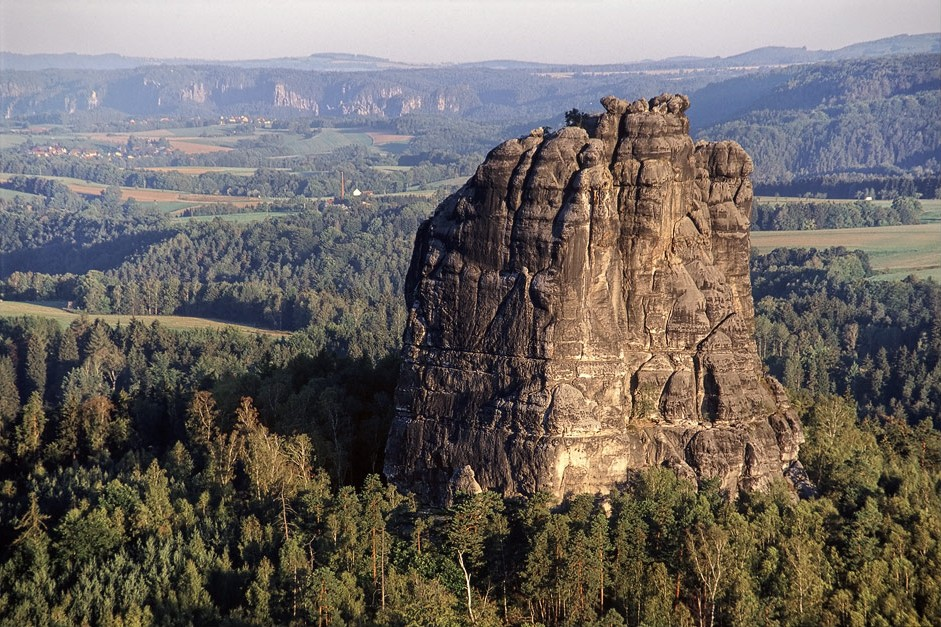
Falkenstein, Sächsische Schweiz

Ein Kletterfelsen, regional auch Kletterfels oder Klettergipfel genannt, ist ein für das Klettern ständig oder temporär freigegebener Felsen, eine Felswand oder Felsgruppe. Kletterfelsen lassen sich unter anderem in der Kletterführer-Literatur finden und sind als solche meist auch in Klettergebieten der Alpinen Vereine erfasst und markiert. Der Begriff spielt vor allem für das außer- und randalpine Klettern eine Rolle. Für Kletterfelsen gelten in der Regel besondere Kletterregeln (wie beispielsweise in der Sächsischen Schweiz) und Einschränkungen auf Grund von Naturschutz-Vorschriften.
Beispiele für Kletterfelsen sind in Deutschland der Dohlenfelsen bei Konstein (ca. 35 Höhenmeter), der Asselstein (58 Höhenmeter) im Klettergebiet Südpfalz oder der Falkenstein (ca. 100 Höhenmeter) im Klettergebiet Sächsische Schweiz. 

## Felsinformationssystem
Der Deutsche Alpenverein (DAV) führt ein Felsinformationssystem mit mehr als 3000 Einzelfelsen in 28 Kletterregionen mit rund 250 Klettergebieten. Die zugehörige Webseite basiert auf einem Webgis. Sie zeigt attraktive Klettermöglichkeiten an und weist auch auf besonders störungsempfindliche oder zeitweise, etwa wegen Vogelbrut  gesperrte Kletterfelsen und Klettergebiete an. Die so angestrebte gezielte Lenkung sportlicher Aktivitäten soll eine natur- und landschaftsverträgliche Sportausübung und störungsempfindliche Bereiche entlasten. Das System wurde unter anderem von der DBU gefördert.